# Sadóve
Sadóve — Садове (ucraïnès)  — Sadóvoie — Садовое (rus) — és un poble de la República Autònoma de Crimea, a Ucraïna, que el 2014 tenia 2.874 habitants. Pertany al districte de Nijnegorski. Fins al 1954 la vila es deia Novo-Tsarítsino.